# Hagegöl (Nottebäcks socken, Småland)
Hagegöl är en sjö i Uppvidinge kommun i Småland och ingår i Mörrumsåns huvudavrinningsområde.